# Megingjörð

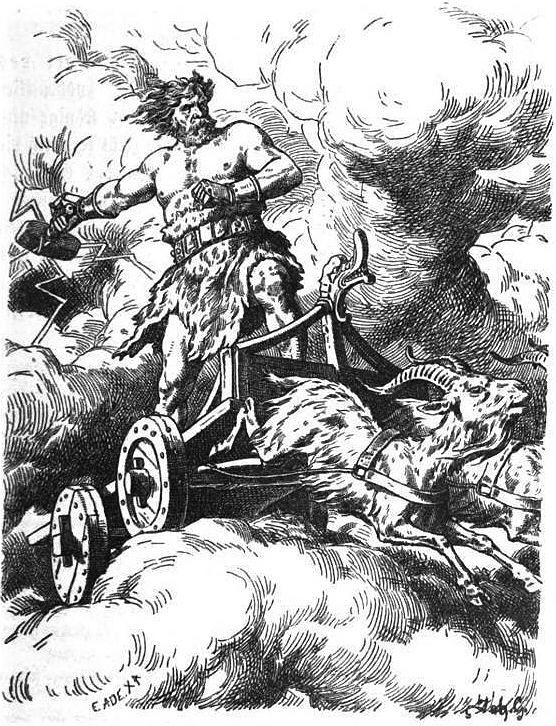
Thor (1901) de Johannes Gehrts.

En la mitología nórdica, la megingjǫrð fem. (pl. megingjarðar, en nórdico antiguo “cinturón de fuerza”; en islandés moderno megingjörð, pl. megingjarðir) es el cinturón que llevaba el dios Thor. Este vocablo solo está documentado en la Edda de Snorri, en la que siempre aparece usado en plural (megingjarðar) y en el Rauðúlfs þáttr, en el que, sin embargo, no es uno de los atributos de Thor. Según la Edda prosaica el cinturón, que le confería el doble de fuerza cuando lo llevaba puesto, es una de las tres principales posesiones del dios, junto con el martillo Mjolnir y las Járngreipr fem. pl., los guantes de hierro del dios.
Hay un episodio de los Skáldskaparmál de Snorri en que el dios Thor se dirige a los Geirrøðargarðar sin sus tres atributos. Loki le ha convencido de hacerlo así, cumpliendo de esta manera la condición que Geirrøðr le había impuesto para dejarlo en libertad. De camino hacia los Geirrøðargarðar, Thor pasa la noche con Gríðr y, a la mañana siguiente, ésta, como prueba de agradecimiento, presta (el verbo usado por Snorri es ljá ‘dejar prestado’) al dios sus propios guantes de hierro y su propio cinturón de fuerza, así como el bastón llamado Gríðarvǫlr o vara de Gríðr para que pueda vencer con ellos al gigante.

Hon sagði Þór satt frá Geirrøði at hann var jǫtunn hundvíss ok illr viðreignar. Hon léði honum megingjarða ok járngreipr er hon átti ok staf sinn er heitir Gríðarvǫlr.

Le contó a Thor la verdad sobre Geirrøðr, que era un gigante astuto, difícil de tratar; y le dio el cinturón de fuerza, y guantes de hierro de su posesión, también su bastón, que era llamado vara de Gríðr. Skáldskaparmál, capítulo 26, Edda prosaica